# Stawellia
Stawellia es un género  de plantas herbáceas, perennes y rizomatosas perteneciente a la familia Xanthorrhoeaceae que contiene dos especies originarias de Australia. 

## Especies
Las especies del género Stawellia aceptadas hasta marzo de 2011 son las siguientes (se indica el nombre binomial seguido del autor, abreviado según las convenciones y usos, y la publicación válida. Finalmente, para cada especie también se detalla su distribución geográfica.)
- Stawellia dimorphantha F.Muell.,[4] Oeste y sudoeste de Australia occidental.
- Stawellia gymnocephala Diels,[5] Sur de Australia occidental